# Ноймаркт-ам-Валлерзее
Ноймаркт-ам-Валлерзее — місто в австрійській землі Зальцбург. Місто належить округу Зальцбург-Умгебунг. 
Ноймаркт-ам-Валлерзее на мапі округу та землі. 

## Демографія
Історична динаміка населення міста за даними сайту Statistik Austria

## Виноски
1. ↑   www.neumarkt.at
2. ↑  Gemeindedaten von Neumarkt am Wallersee